# Maria Teresa Benedetti
Maria Teresa Benedetti (Urbino, 19 giugno 1929) è una critica d'arte e storica dell'arte italiana Dal 2001 al 2004 ha ricoperto la carica di Presidente della Sezione italiana dell'A.I.C.A.
Associazione internazionale dei critici d'arte.

## Biografia
Fra le personalità distintesi per la cultura, in occasione della Giornata internazionale della donna del 2005, Maria Teresa Benedetti viene insignita dal Presidente Carlo Azeglio Ciampi dell'onorificenza di Grande ufficiale della Repubblica italiana.
Negli anni che vanno dal 2001 al 2016 è consulente del Complesso del Vittoriano, nonché Membro del Comitato scientifico per l'attività espositiva della stessa istituzione.
Titolare della cattedra di Storia dell'arte all'Accademia di Belle Arti di Roma dal 1980 al 1998, ha precedentemente insegnato all'Accademia di Frosinone, oltre che in diversi Istituti d'arte dal 1962 al 1971.
Come studiosa la sua attività di ricerca si è focalizzata sulla cultura artistica europea del secondo Ottocento e del primo Novecento. Una produzione storico critica volta emientemente all'approfondimento dell'Impressionismo, del Simbolismo, del Liberty e di altri movimenti sorti in Europa nella seconda parte del secolo XX. Ancor prima negli anni settanta agli esordi della sua attività di ricerca si concentra sullo studio del movimento Preraffaellita, lavoro prevalentemente svolto sulla rivista Paragone di Roberto Longhi. Sfociato successivamente nella mostra alla Galleria Nazione d'Arte Moderna del 1986 dedicata a Burne-Jones dal preraffaellismo al simbolismo; la prima in Italia a trattare dell'artista e del movimento e proseguita nel 1996 con la cura della mostra Dei ed eroi. Classicità e mito fra '800 e '900 a Palazzo delle Esposizioni, Roma. L'argomento preraffaellita è stato ripreso nel 2011 con la mostra Rossetti, Burne-Jones e il mito dell'Italia sempre alla Galleria Nazionale d'arte moderna di Roma.
Il suo interesse nel campo didattico e divulgativo si è esteso anche agli stili e le espressioni più importanti dell'arte moderna e contemporanea.
Autrice di numerosi volumi - alcuni dei quali tradotti e pubblicati anche in Francia e Stati Uniti d'America -, nonché di svariati saggi per riviste scientifiche e divulgative, innumerevoli cataloghi di mostre, fra le pubblicazioni si ricordano i titoli: Dante Gabriel Rossetti, (Catalogo generale dell'opera pittorica) del 1984; Dentro l'Immagine. L'Impressionismo edito nel 1993; Paul Cézanne, la vita e l'opera del 1995; Preraffaelliti del 2012. Ha redatto le voci Impressionismo e Post-impressionismo nella Storia Universale dell'Arte, a cura di Vittorio Sgarbi per Arnoldo Mondadori editore, Milano 1988.
La sua attività di curatrice e studiosa l'ha portata negli anni a realizzare un vasto numero di mostre sui più grandi maestri della Storia dell'arte, operando per importanti istituti museali, fra i quali la Galleria Nazionale d’Arte Moderna, il Palazzo delle Esposizioni a Roma, il Palazzo Reale e il Palazzo della Permanente di Milano. A tal proposito nel novero delle sue curatele si ricordano l'antologica del 2009 su Franco Gentilini in occasione del centenario della nascita dell'artista; la retrospettiva al Vittoriano su Cézanne e gli artisti italiani del ’900; la mostra monografica su Toulouse-Lautrec a Palazzo Blu di Pisa del 2015, in coincidenza dell'inaugurazione dell'Anno Accademico della Scuola Normale, accompagnata dalla visita dal Presidente della Repubblica Mattarella.
Annovera fra le numerose attività nel mondo dell'arte e della critica, partecipazioni a conferenze pubbliche, comitati scientifici, tavole rotonde e convegni internazionali presso i principali istituti culturali pubblici e privati. Accanto alla professione di storica e curatrice ha scritto in qualità di critico per diversi quotidiani nazionali, fra i quali Il Tempo, Il Giorno, L'Informazione e altri.
Maria Teresa Benedetti ha pubblicato per numerose riviste scientifiche e divulgative; dal 1986, anno di nascita del mensile "Art e dossier", edito della casa editrice fiorentina Giunti, è autrice di numerosi titoli e dossiers per il periodico fino al 2020. Ha scritto articoli per la rivista "Ars" diretta da Maurizio Calvesi pubblicata da De Agostini-Rizzoli; e sempre suoi numerosi scritti sono apparsi per la rivista Quadri & sculture, diretta da Duccio Trombadori.
All'inizio degli anni Settanta s'interessa al teatro e pubblica nella Fiera Letteraria di Roma un'inchiesta a puntate sulla scenografia in Italia; nella Rassegna dell'Istruzione Artistica, n°4 (1975), l'indagine "Teorie della recitazione nel XVII secolo"; lo stesso anno scrive ed edita lo studio Il Teatro di Giovanni Testori.
Recentemente Maria Teresa Benedetti fra le mostre di interesse nazionale ha curato due rassegne una al Palazzo Reale di Palermo intitolata Novecento italiano. Una storia nel 2017; e una seconda che ha avuto luogo ai Musei civici agli Eremitani di Padova dal titolo '900 italiano. Un secolo di arte, del 2020.
E in ambito internazionale nel 2019 è ritornata sull'arte inglese dell'Ottocento nella mostra PreRaffaelliti - amore e desiderio a Palazzo Reale di Milano. E l'anno successivo si occuperà ancora di Cézanne nella mostra Cézanne et les maitres Reve d'Italie al Musée Marmottan Monet, di Parigi.
Nel 2022 ha curato insieme a Francesca Villanti la mostra dedicata a Vincent van Gogh, ospitata a Roma a Palazzo Bonaparte fino al 7 maggio 2023.

## Opere
Libri principali
- Dante Gabriel Rossetti. Disegni, La Nuova Italia, Firenze 1982
- Dante Gabriel Rossetti, (Catalogo generale dell'opera pittorica), Sansoni, Firenze 1984;
- Dante Gabriel Rossetti, (Catalogo generale dell'opera pittorica), Ristampa con nuova introduzione, aggiornamenti critici e bibliografici, Charta, Milano 1998
- Dentro l'Immagine. L'Impressionismo, Mondadori, Milano 1993;
- De l'Art à la Manière. L'Impressionisme, Gründ, Parigi 1993;
- Paul Cézanne, la vita e l'opera, Mondadori, Milano 1995;
- Paul Cézanne, sa vie son oeuvre, Gründ, Parigi 1995;
- Cézanne, Crescent Books, New York 1995 (distribuzione Random House, Avenel, New Jersey);
- Cézanne nella collana "Vie d'artiste" editore Grund, Parigi 2005;
- Cézanne nella collana "Vite d'artista" editore Giunti, Firenze 2006;
- La ricerca di assoluto in Cézanne nella collana "Grandi monografie" editore Electa, Milano, 2006;
- Preraffaelliti De Luca Editori d’Arte 2012

Riviste Scientifiche
Paragone, diretta da Roberto Longhi, Sansoni, Firenze
- “Mosaici di Burne-Jones nella chiesa di San Paolo entro le mura a Roma”, XXIX (1978),  n°337;
- “Disegni classici di Burne-Jones nella cultura della Victorian Renaissance”, XXXI (1980), n° 359-361;
- “Whistler, Moore e l’Art for Art’s Sake”, XXXII (1981), n° 375;
- “Primo e secondo preraffaellismo”, XXXV (1985), n° 425.

Storia dell’arte, diretta da Giulio Carlo Argan, La Nuova Italia, Firenze
- “Khnopff e Burne-Jones”, (1981) n°43.

Bollettino d’Arte, allora diretto da Evelina Borea, Istituto Poligrafico e Zecca dello Stato, Roma
- Nazareni e Preraffaellitti: un nodo della cultura del XIX secolo”, LXVII serie VI (1982), n°14.

Arte Documento, diretta da Giuseppe M. Pilo, Electa, Milano
- “Venezia 1895-1914: le prime Biennali”, n° 3 (1989);
- "La fondazione grande Bevilacqua La Masa e le mostre di Ca' Pesaro", n° 7 (1993)

Riviste Divulgative
Art e Dossier, diretta da Maurizio Calvesi, e da Gioia Mori e Philippe Daverio, Giunti, Firenze.
Articoli.
- “Luci nella città. I paesaggi urbani di Pissarro a Londra”, n°82 (settembre 1993);
- “Il cantore dei boulevards, Gustave Caillebotte”,n°94,1994;
- “Mary Cassatt. Una donna soggetto”, n°109,1996;
- “Nostalgie di fine secolo. Dei ed eroi”, n°111, 1996;
- “Burne-Jones a Parigi. Un medioevo vittoriano”, n°142,1999;
- “Luce come ossessione, colore come poesia. Monet a Firenze e a Parigi”, n°146, 1999;
- “Italie. L’inverno del nostro Ottocento”, n°163, 2001;
- “Signac. Oltre il confine dell’Impressionismo”, n°169 , 2001;
- “Paul Cézanne. La faticosa ricerca dell’assoluto”, n°176, anno 2002;
- “Gli impressionisti a Roma. Il fascino del quotidiano”, n°187, anno 2003;
- “Degas classico e moderno”, n°204, 2004;
- “Picasso e l'Italia a Roma. Ritorno al passato”, n°248, anno 2008;
- “Gustave Courbet e il corpo femminile. Quando la carne sgorga dal pennello”, n°319, 2015;
- “Monet nella cultura artistica italiana. Tra entusiasmo e scetticismo”, n°334, 2016;

Dossiers della Giunti.
Ars, diretta da Maurizio Calvesi, De Agostini-Rizzoli, Milano:
- “Le nuove tendenze. Il Simbolismo”, Speciale Le città dell’arte. La Londra di Oscar Wilde, n°5 aprile 1998;
- “La Parigi degli impressionisti”, Speciale a cura di M. T. Benedetti e Marisa Volpi, II (1998), n°6;
- “La Parigi degli impressionisti”, Speciale a cura di M. T. Benedetti e Marisa Volpi, II (1998), n°7;
- “Il fascino della nostalgia, Pierre Bonnard”, II (1998), n°10;
- “Magie d’Oriente nei dipinti dell’Ottocento”, Speciale a cura di M.T. Benedetti, II (1998), n° 11;
- “Il realismo visionario di Goya”, III (1999), n°15;
- “Goya pittore del re e della rivoluzione”, (1999) n°15;
- “Renoir a Roma”, III (1999), n°16;
- “Ruskin e i Preraffaellitti”, Speciale a cura di M. T. Benedetti e Marisa Volpi, III (1999), n°19;
- “Giorgio Franchetti. La pittura è cosa mentale”, III (1999), n°24;
- “Cento capolavori. L’Ermitage al Quirinale”, IV (2000), n°26;
- “Oltre l’Impressionismo. Seurat e il Neoimpressionismo”,  dossier	a cura di M. T. Bene-detti, IV (2000), n°33;
- “Oltre l’Impressionismo. Il Postimpressionismo. La legge dell’armonia”,	dossier, IV (2000). n°34;
- “Oltre l’Impressionismo. Il colore dell’anima. Nabis e Fauves”,	Dossier, IV (2000), n°35;
- “Il Palazzo Pallavicini Rospigliosi”, IV (2000), n°36;
- “Öyvind Fahlström alla Fondazione Ragghianti”, V (2001), n°41;
- “Il Novecento. La raccolta Ingrao a Cagliari”.

Quadri & sculture, diretta da Duccio Trombadori, SMAC, Roma.
- “Inchiesta 1895-1995. Cento anni con Cézanne”, a cura di M. T. Benedetti,	III (1995), n°16;
- “Inchiesta. Il Novecento e Cézanne”, a cura di M. T. Benedetti, III-IV	(1995-96), n° 17;
- “Aspetti del Decadentismo a Roma”, IV  (1996), n° 18;
- “Un impressionista non fa primavera”, IV (1996), n° 19;
- “Attualissimo Manet”, IV (1996), n° 20 (giugno-luglio);
- “Degas.Uno sperimentatore inesauribile”, Speciale, IV(1996), n° 21;
- “Renoir anti-impressionista”, IV (1996), n° 22;
- “Moreau e l’Italia”, IV-V (1996-97), n° 23;
- “Pissarro e la rivoluzione nel paesaggio”, V (1997), n° 24;
- “Paesi Bassi. Terza via?”, V (1997), n° 25;
- “Luci di Bonnard”, V (1997), n° 26;
- “La grafica e le piramidi. Taccuino egiziano”, V (1997), n° 27;
- “Khnopff e la donna simbolista”, V (1997), n° 28;
- “I ritratti italiani di Degas”, VI (1998), n° 29;
- “Picasso l’antimoderno”, VI (1998), n° 30;
- “Uomini nel silenzio” (su Alessandra Giovannoni), VII (1999), n° 34;
- “Tra purezza e perversione. Moreau l’oscuro”, VII (1999), n° 35.